# Saint-Michel (Bruges)
Pour les articles homonymes, voir Saint-Michel.
Saint-Michel ou Saint-Michel-lez-Bruges, en néerlandais Sint-Michiels est une section de la ville belge de Bruges située en Région flamande dans la province de Flandre-Occidentale.
C'était une commune à part entière avant la fusion des communes de 1971.

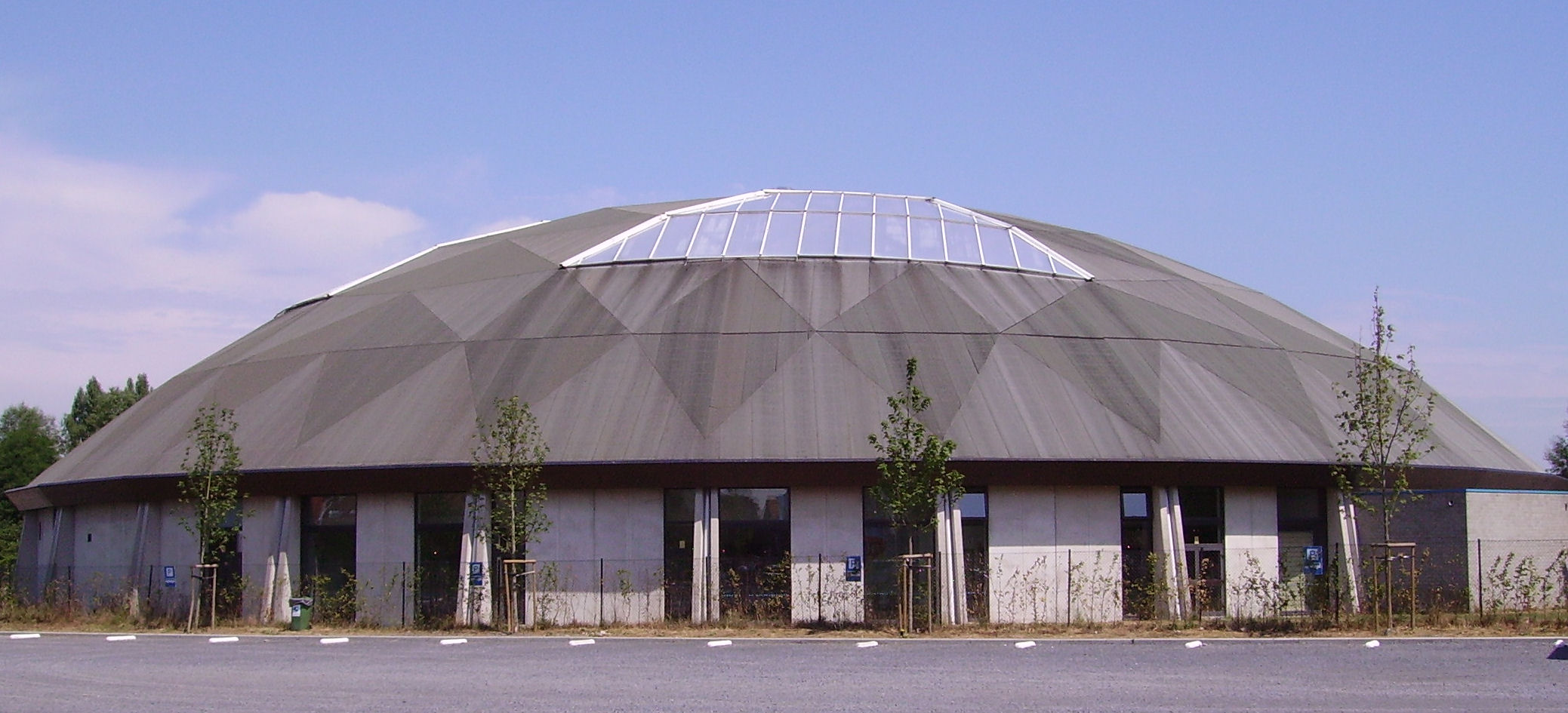
l'extérieur du delphinarium

On y trouve entre autres le Boudewijn Seapark avec le delphinarium, ainsi que le château de Tilleghem.

## Démographie

### Évolution démographique
- Sources : INS, Rem. : 1831 jusqu'en 1961 = recensements[3].

## Galerie

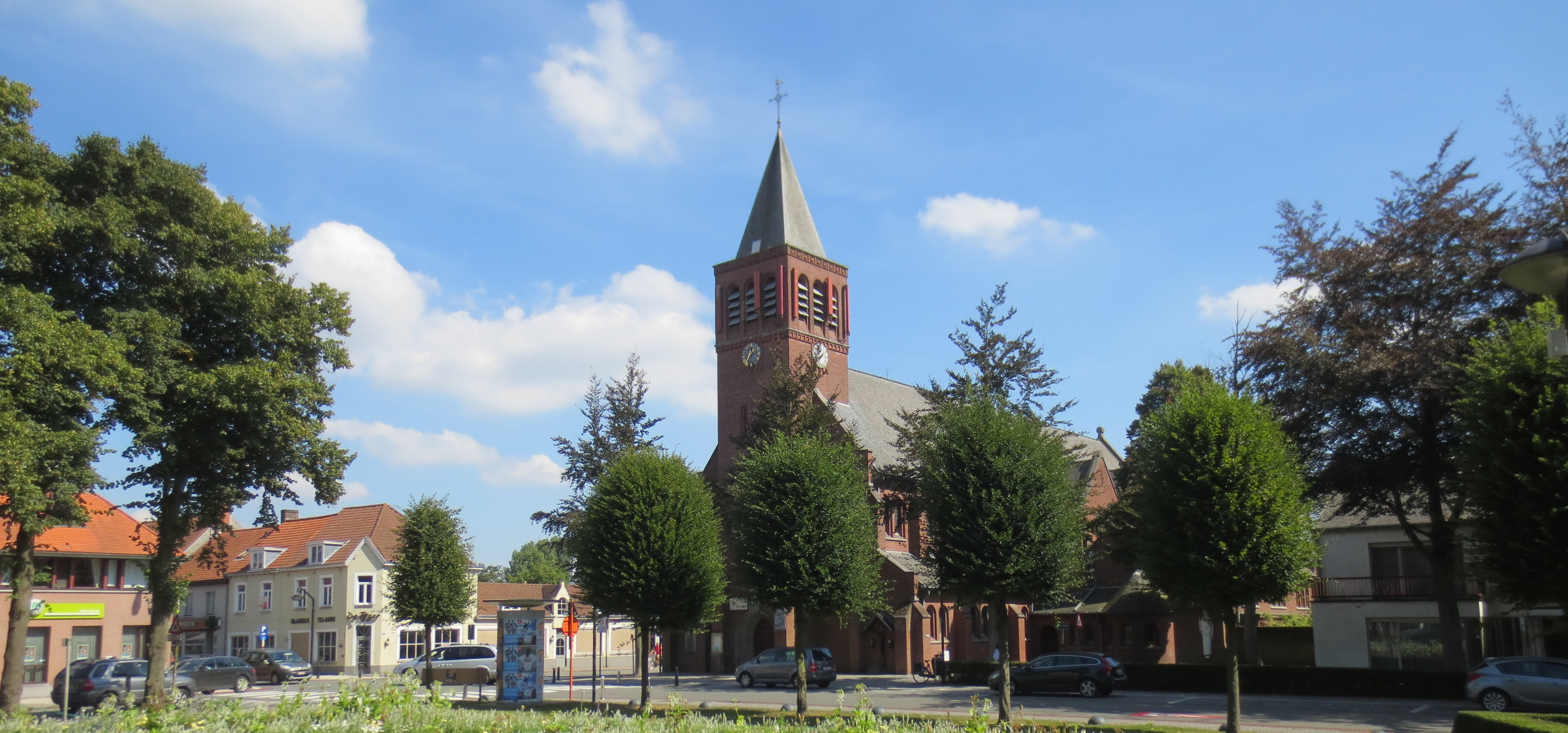
L'église.
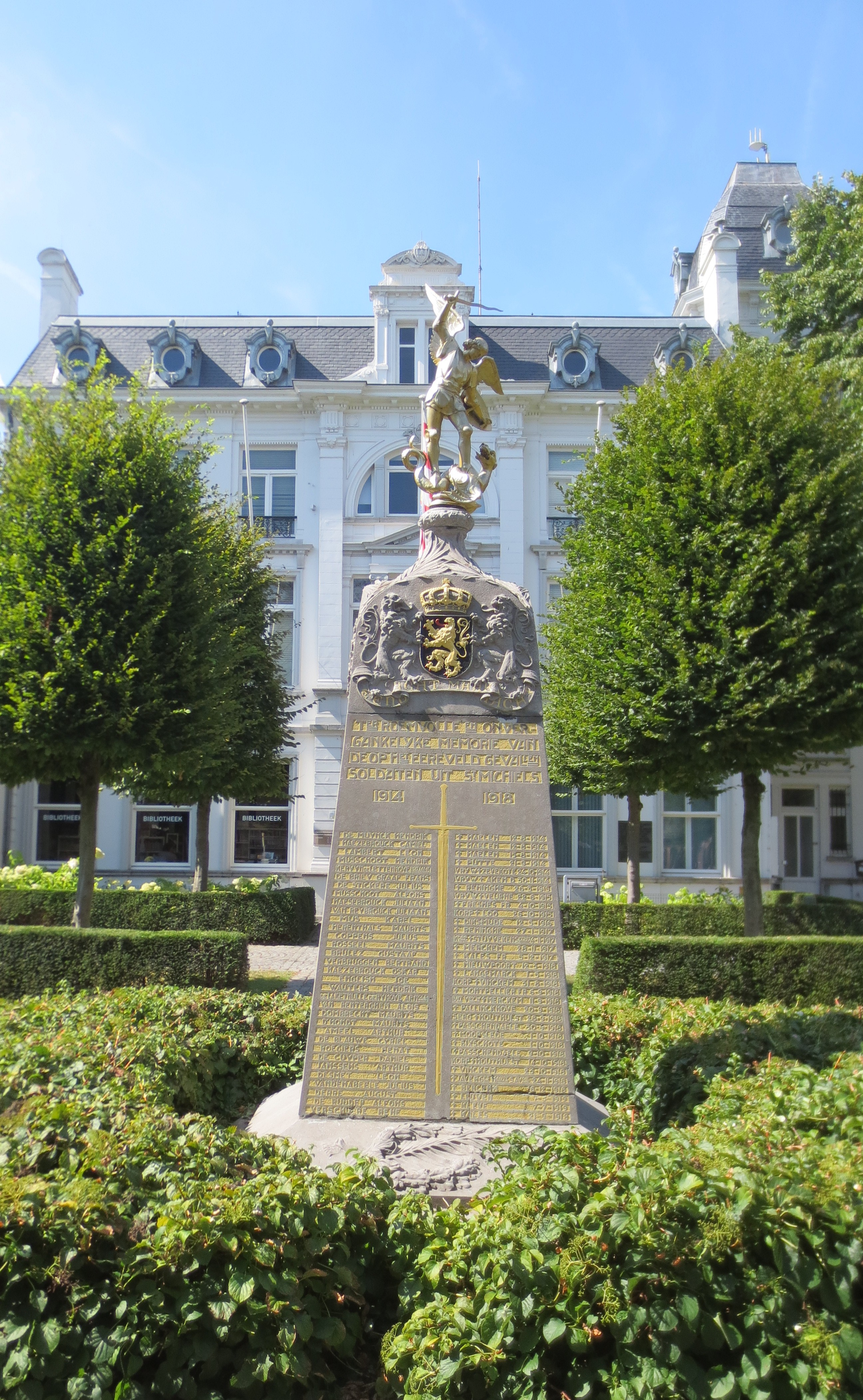
Le monument aux morts.
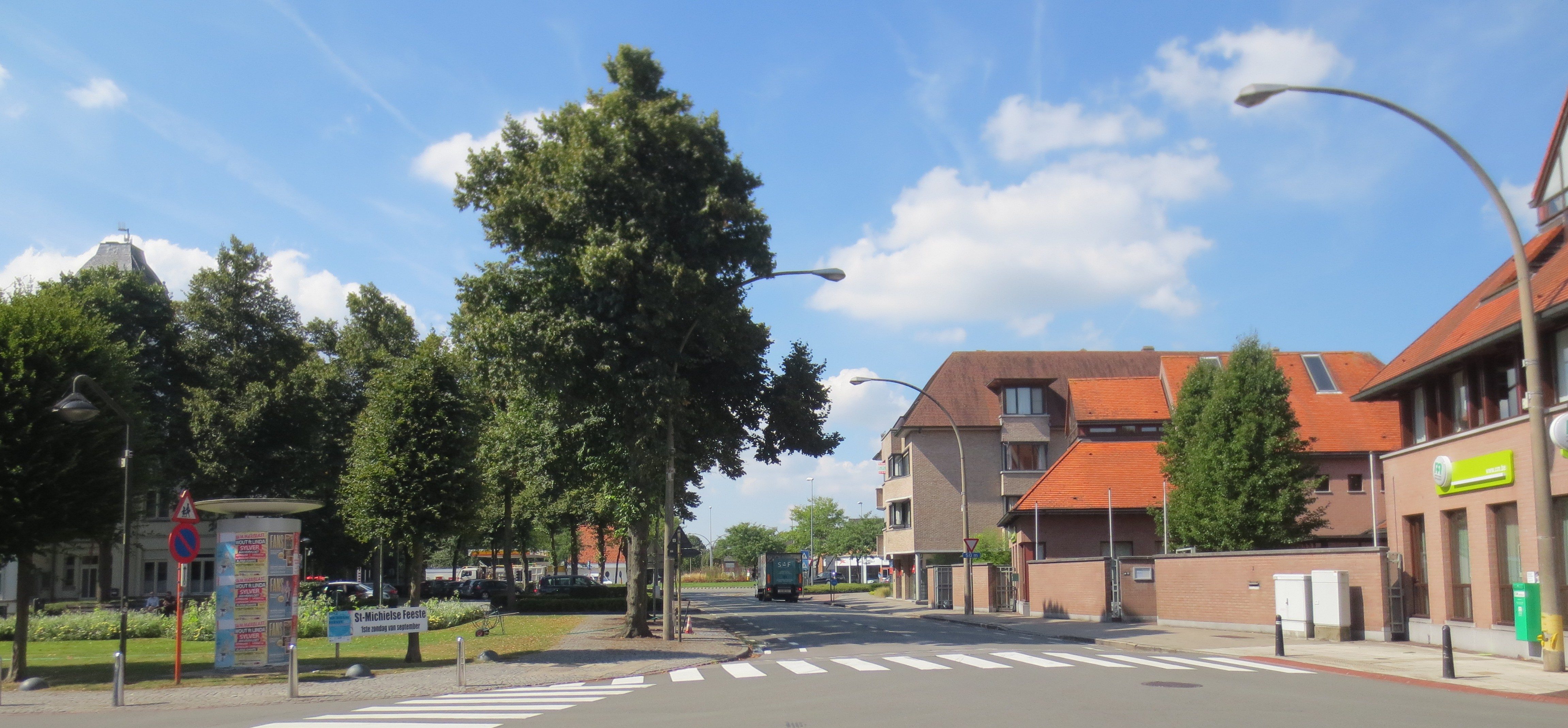
La route.
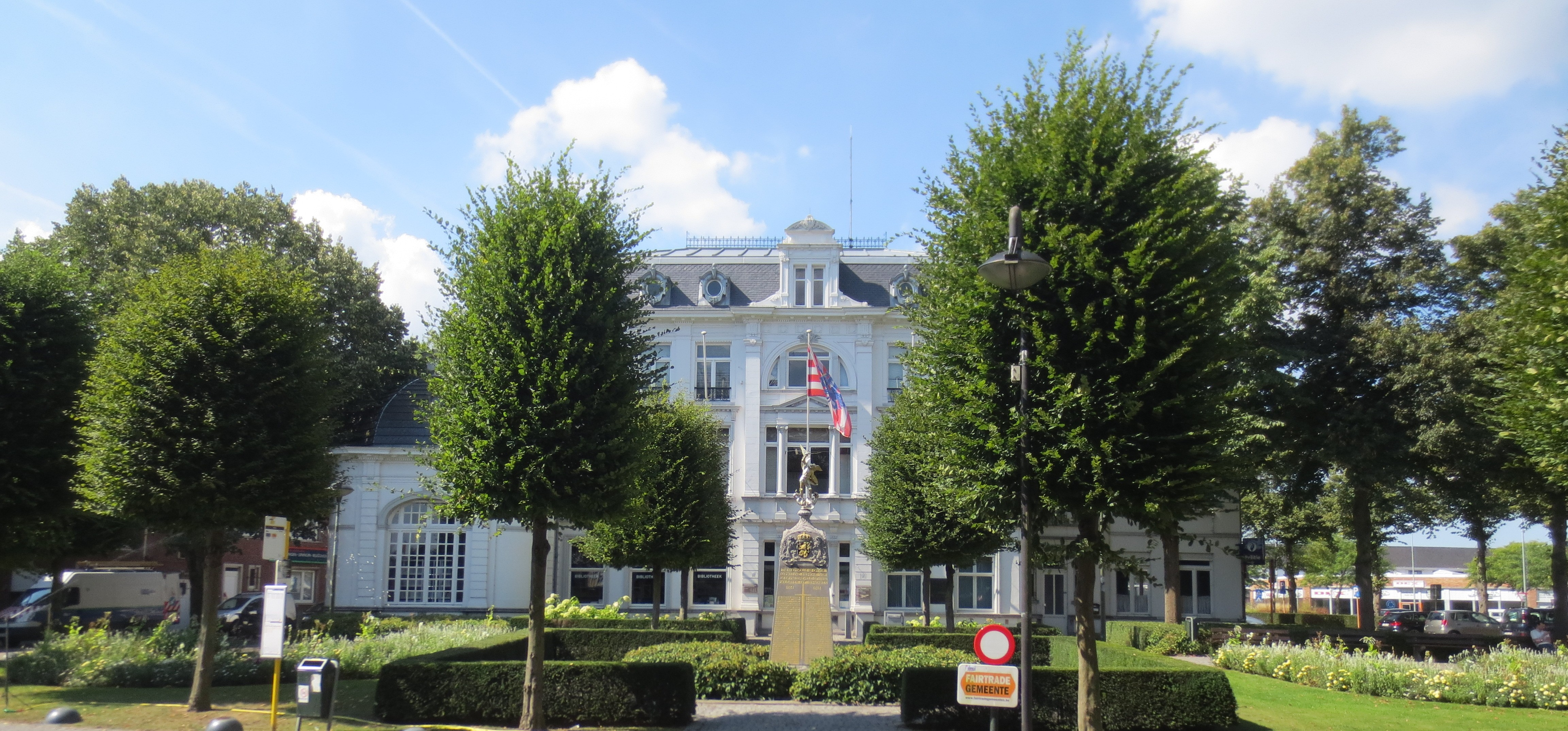
L'ancienne maison communale.